# 李健 (1955年)
李健（1955年11月—2022年12月14日），江苏兴化人，中国人民解放军正军职退休干部、原武汉后方基地政委。

## 生平
李健1974年12月入伍，1978年8月加入中国共产党。历任战士、学员、班长、政治指导员、干事、保管队队长、政治处主任、团政委，武汉后方基地政治部主任等职。
2022年12月14日，李健因病于北京逝世，享年67岁。讣告刊登在2023年4月4日的《解放军报》。